# 비가스 루나
비가스 루나(Bigas Luna, 1946년 3월 19일~2013년 4월 6일)는 스페인의 영화 감독이다. 영화 《하몽 하몽》을 통해 베네치아 영화제 은사자상 감독상을 수상했다.

## 출연 작품
- 디디 할리우드 (2010)
- 마르티나 (2001)
- 네이키드 마야 (1999)
- 밤볼라 (1996)
- 뤼미에르와 친구들 (1995)
- 달과 꼭지 (1994)
- 골든 볼 (1993)
- 하몽 하몽 (1992)
- 룰루 (1990)
- 안구스티아 (1987)
- 세뇨라 로라 (1986)